# Área metropolitana de Madrid

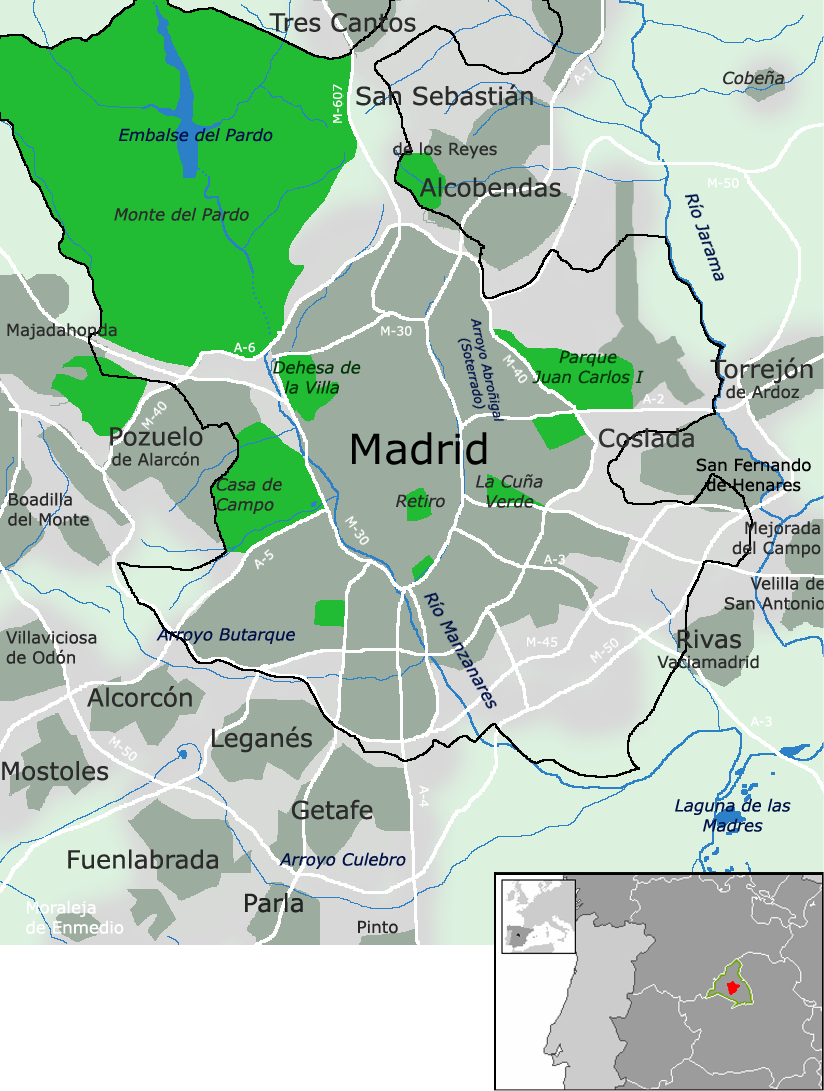
Área metropolitana de Madrid

Mapa de Madrid y su área metropolitana (haz clic en el mapa para ampliarlo)

El área metropolitana de Madrid se encuentra en el centro de la península ibérica en torno a su ciudad principal: Madrid. Según datos de 2021 de la OCDE el área metropolitana de Madrid tiene una población de 6.980.646. Es el área metropolitana más poblada de España y la segunda de la Unión Europea, por detrás de la de París. Sin embargo, no existe definición legal de cuáles son los municipios que se integran en ella.
La Comunidad de Madrid es una comunidad autónoma uniprovincial creada en 1983. En su artículo 76 («Áreas y entidades metropolitanas»), la Ley 2/2003, de 11 de marzo, de Administración Local de la Comunidad de Madrid (BOCM de 18 de marzo de 2003), prevé la creación de áreas metropolitanas:

Mediante Ley de la Asamblea de Madrid podrán crearse Áreas o Entidades Metropolitanas para la gestión de concretas obras y servicios que requieran una planificación, coordinación o gestión conjunta en Municipios de concentraciones urbanas según lo dispuesto en el artículo 43 de la Ley 7/1985, de 2 de abril, reguladora de las Bases de Régimen Local.

Sin embargo, la Asamblea de Madrid no ha aprobado, hasta el momento, ninguna ley para la formación de comarcas. El registro de áreas metropolitanas del Ministerio de Administraciones Públicas no muestra ningún área metropolitana en la Comunidad de Madrid, aunque no hay contradicción debido a que se trata de una lista de entidades supramunicipales y no a una estrecha relación poblacional. En Madrid estas relaciones supramunicipales las gestiona la CAM.

## Tipología
- Área urbana: (Primera corona metropolitana). Es la zona con mayor densidad de población y la más próxima a la capital, con una distancia al centro de Madrid de como mucho 20 km. En esta zona se encuentran ciudades como Alcorcón, Leganés, Getafe, Móstoles, Fuenlabrada, Coslada, San Fernando de Henares, Alcobendas, San Sebastián de los Reyes y Pozuelo de Alarcón.
- Área metropolitana: (Segunda corona metropolitana). Es una zona con ciudades, por lo general, más pequeñas y con menor densidad de población. La distancia a la capital es de entre 20 y como mucho 40 km. Algunas ciudades de esta zona son Rivas-Vaciamadrid, Parla, Pinto, Valdemoro, Villaviciosa de Odón, Torrejón de Ardoz, Alcalá de Henares, Tres Cantos, Las Rozas de Madrid, Majadahonda, Collado Villalba, Torrelodones y Arganda del Rey.
- Región metropolitana: el Gran Madrid. Algunas fuentes[8][9] establecen un área aún más amplia en las que estarían incluidas ciudades como Guadalajara, Azuqueca de Henares, Segovia, El Espinar, Ávila, Aranjuez, Toledo e Illescas.[10] por su relación económica, cultural y de servicios con la capital.

## Características

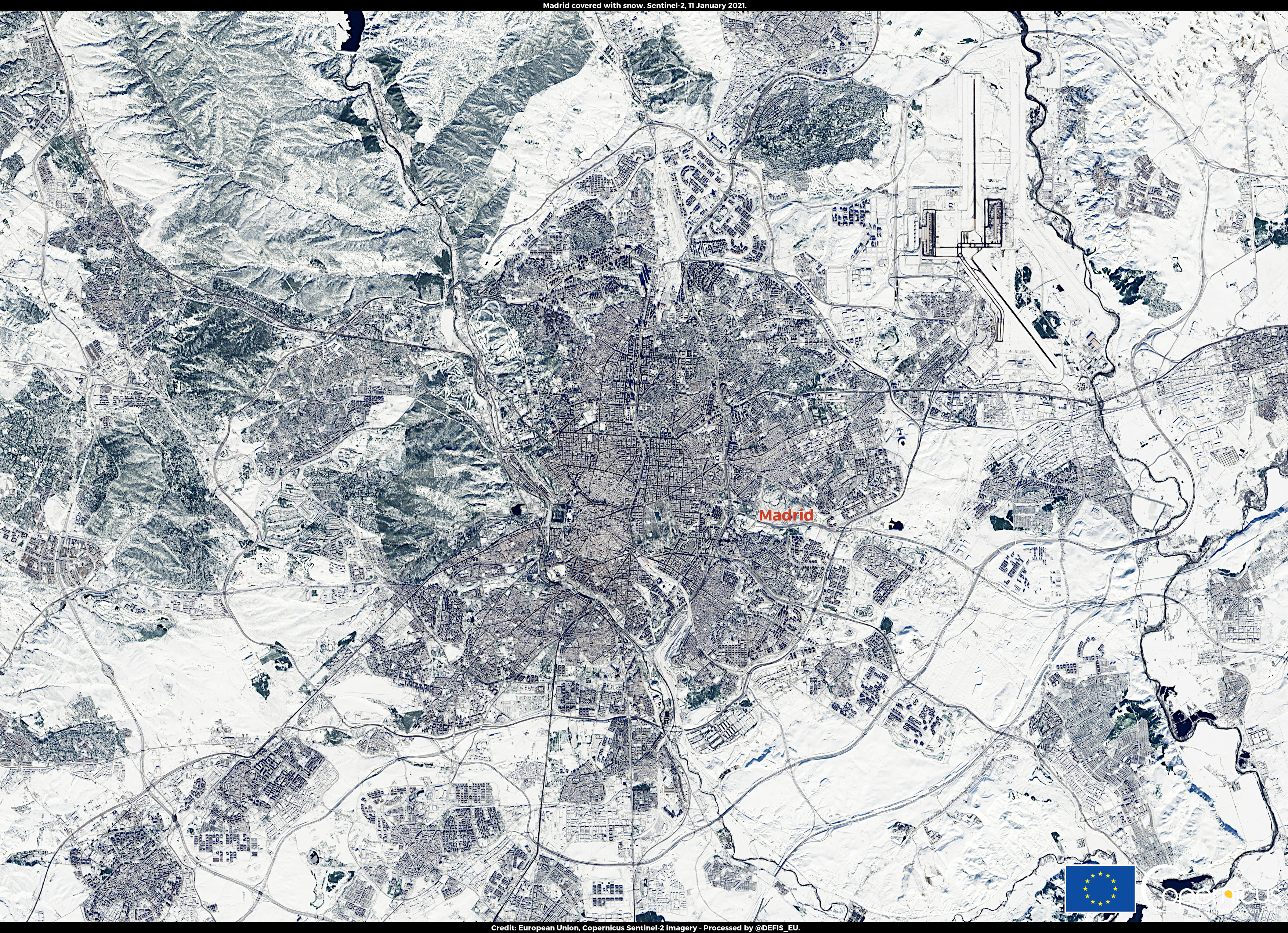
El área metropolitana de Madrid en 2021 cubierta de nieve, vista desde los satélites Sentinel-2 de la Agencia Espacial Europea.

El desarrollo del área metropolitana de Madrid ha estado marcado tanto por las condiciones geográficas, como por las características económicas y redes de transporte existentes o las políticas de crecimiento de los determinados municipios.
El terreno en torno a la ciudad es relativamente llano, a excepción de la sierra, que dada su relativa lejanía y situación limítrofe en la provincia, no ha supuesto un obstáculo en el crecimiento del área. Al contrario, el crecimiento de los municipios de la sierra ha sido mucho mayor que el del resto de la Comunidad.
Uno de los hechos que sí han definido el desarrollo del área es la presencia de grandes parques y zonas protegidas lindantes con la propia ciudad, e incluso dentro del mismo municipio. Es el caso del Monte del Pardo y la Casa de Campo. Además las ciudades más grandes del área metropolitana de Madrid suelen estar en torno a las autovías nacionales que salen de la ciudad. Es el caso de Majadahonda en la A-6, San Sebastián de los Reyes y Alcobendas en la A-1, los municipios del corredor del Henares en la A-2, Rivas-Vaciamadrid y Arganda del Rey en la A-3 o Getafe, Parla, Leganés, Alcorcón, Fuenlabrada y Móstoles en las A-4, A-42 y A-5. Es esta última región, el área sur, la que mayor población tiene dentro del área metropolitana.

## El área metropolitana

### Antecedentes

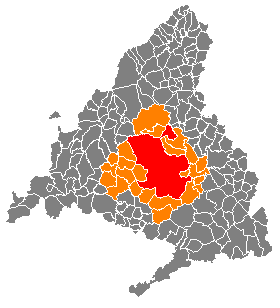
Área metropolitana de Madrid según el plan general aprobado en 1964.

Tras la guerra civil, y con una ciudad especialmente devastada tras los tres años de asedio durante la llamada batalla de Madrid, se puso al frente de la reconstrucción y de la gestión urbanística de Madrid a la Dirección General de Regiones Devastadas y Reparaciones, creada en Burgos en 1938. Este organismo creó la Junta de Reconstrucción de Madrid, que junto con la Obra Sindical del Hogar dependiente de la Secretaría General del Movimiento y el recién creado Instituto Nacional de la Vivienda dependiente del Ministerio de Trabajo gestionaron la «zona de influencia de la capital madrileña», cuyos límites no estaban marcados por los municipios circundantes sino que se trazó una circunferencia de 12km. a la redonda como área de jurisdicción.Paralelamente, en 1946, se creó la Comisaría para la Ordenación Urbana de Madrid y sus alrededores para desarrollar el Plan General de Ordenación de Madrid (Plan Bidagor).
En 1961, el Gobierno redactó el Plan General de Ordenación del Área Metropolitana, que fue aprobado en 1963. El 28 de septiembre de 1964 se promulgó un decreto mediante el que se creaba el Área Metropolitana de Madrid, que incluye 23 municipios: Madrid, Alcobendas, Alcorcón, Boadilla del Monte, Brunete, Colmenar Viejo, Coslada, Getafe, Leganés, Las Rozas, Majadahonda, Mejorada del Campo, Paracuellos de Jarama, Pinto, Pozuelo de Alarcón, Rivas-Vaciamadrid, San Fernando de Henares, San Sebastián de los Reyes, Torrejón de Ardoz, Velilla de San Antonio, Villanueva de la Cañada, Villanueva del Pardillo y Villaviciosa de Odón.
Algunas de las ciudades que actualmente se consideran pertenecientes al área metropolitana de Madrid, como Móstoles, Parla, Tres Cantos (que no existía y cuyo término municipal era Colmenar), Alcalá de Henares, Fuenlabrada, Collado Villalba, Torrelodones o Arganda del Rey quedaban fuera del área definida en 1964.
| Municipio                  | Población (hab) | Extensión (km²) | Densidad (hab/km²) | Altitud (msnm) | Distancia Madrid (km) |
| -------------------------- | --------------- | --------------- | ------------------ | -------------- | --------------------- |
| Madrid                     | 3 223 334       | 605,8           | 5320,78            | 655            | 0                     |
| Alcobendas                 | 116 037         | 45,0            | 2578,6             | 670            | 15                    |
| Alcorcón                   | 169 502         | 33,7            | 5029,73            | 718            | 13                    |
| Boadilla del Monte         | 51 463          | 47,2            | 1090,31            | 689            | 14                    |
| Brunete                    | 10 938          | 48,9            | 202                | 656            | 28                    |
| Colmenar Viejo             | 47 601          | 182,6           | 216,8              | 883            | 36                    |
| Coslada                    | 81 860          | 12,0            | 6 821,66           | 621            | 8                     |
| Getafe                     | 183 374         | 78,74           | 2295,49            | 623            | 13                    |
| Leganés                    | 187 720         | 43,1            | 4355,45            | 665            | 11                    |
| Majadahonda                | 71 299          | 38,5            | 1851,92            | 743            | 18                    |
| Mejorada del Campo         | 22 902          | 17,2            | 1177,0             | 578            | 24                    |
| Paracuellos de Jarama      | 22 293          | 43,9            | 172,4              | 690            | 28                    |
| Pinto                      | 50 442          | 62,2            | 810,96             | 604            | 20                    |
| Pozuelo de Alarcón         | 86 172          | 43,2            | 1994,72            | 690            | 15                    |
| Rivas-Vaciamadrid          | 100 275         | 67,4            | 1274,37            | 590            | 20                    |
| Las Rozas de Madrid        | 95 550          | 58,3            | 1638,93            | 718            | 19                    |
| San Fernando de Henares    | 39 466          | 38,8            | 1017,16            | 585            | 17                    |
| San Sebastián de los Reyes | 86 707          | 58,7            | 1477,12            | 705            | 18                    |
| Torrejón de Ardoz          | 129 729         | 32,6            | 3979,41            | 585            | 20                    |
| Tres Cantos                | 46 750          | 38,0            | 1230,26            | 760            | 22                    |
| Velilla de San Antonio     | 12 382          | 14,4            | 648,1              | 553            | 32                    |
| Villanueva de la Cañada    | 19 250          | 34,9            | 403,6              | 652            | 38                    |
| Villanueva del Pardillo    | 16 797          | 26,2            | 409,2              | 652            | 26                    |
| Villaviciosa de Odón       | 27 504          | 68,1            | 366,6              | 650            | 22                    |
| Total                      | 4 882 315       | 1739,44         | 2806,83            | —              | —                     |

Con el decreto citado se creaba también COPLACO (Comisión de Planeamiento y Coordinación del Área Metropolitana de Madrid), un organismo de la administración estatal perteneciente primero al Ministerio de Vivienda y posteriormente al de Obras Públicas y Urbanismo (sin intervención de ayuntamientos ni de la Diputación Provincial de Madrid) que tenía el objetivo de gestionar la planificación urbanística del área metropolitana de Madrid. 
Con la llegada de la democracia y la constitución de los ayuntamientos democráticos en 1979, estos comenzaron a reclamar autonomía a la hora de redactar sus planes urbanísticos, potestad que hasta entonces correspondía en exclusiva al Ministerio de Obras Públicas y Urbanismo, a través de COPLACO.
Finalmente, con la creación de la Comunidad de Madrid, esta asumió las competencias en ordenación del territorio y COPLACO y el área metropolitana de Madrid desaparecieron como entidades administrativas.

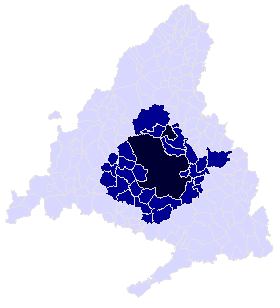
Área urbana de Madrid según el Atlas de la Comunidad de Madrid en el umbral del siglo XXI.

### Clasificaciones actuales
Debido a la falta de ordenación legal del área metropolitana de Madrid tras la asunción de las competencias de urbanismo y ordenación del territorio por parte de la Comunidad de Madrid y la desaparición de COPLACO, es difícil definir qué es exactamente dicha área metropolitana.

#### Atlas de la Comunidad de Madrid en el umbral delsigloXXI
Más allá de dicha teoría, diversos organismos de la Comunidad de Madrid han propuesto clasificaciones. El más genérico es el definido en el Atlas de la Comunidad de Madrid en el umbral del siglo XXI, elaborado por la Dirección General de Economía, perteneciente a la Consejería de Economía e Innovación Tecnológica. Según el Atlas, el área metropolitana de Madrid estaría compuesta por 27 municipios: Madrid, Alcalá de Henares, Alcobendas, Alcorcón, Boadilla del Monte, Brunete, Colmenar Viejo, Coslada, Fuenlabrada, Getafe, Leganés, Majadahonda, Mejorada del Campo, Móstoles, Paracuellos de Jarama, Parla, Pinto, Pozuelo de Alarcón, Rivas-Vaciamadrid, Las Rozas de Madrid, San Fernando de Henares, San Sebastián de los Reyes, Torrejón de Ardoz, Tres Cantos, Velilla de San Antonio, Villaviciosa de Odón, Villanueva de la Cañada y Villanueva del Pardillo. Esto es, los mismos municipios que se definieron en 1964 con la suma de Alcalá de Henares, Fuenlabrada, Móstoles y Parla.
| Municipio                  | Población (hab.) | Extensión (km²) | Densidad (hab/km²) | Altitud (msnm) | Distancia Madrid (km) |
| -------------------------- | ---------------- | --------------- | ------------------ | -------------- | --------------------- |
| Madrid                     | 3 223 334        | 605,8           | 5320,78            | 655            | 0                     |
| Alcalá de Henares          | 193 751          | 88              | 2201,72            | 654            | 34                    |
| Alcobendas                 | 116 037          | 45,0            | 2578,6             | 670            | 15                    |
| Alcorcón                   | 169 502          | 33,7            | 5029,73            | 718            | 13                    |
| Boadilla del Monte         | 51 463           | 47,2            | 1090,31            | 689            | 14                    |
| Brunete                    | 10 188           | 48,9            | 202                | 656            | 28                    |
| Colmenar Viejo             | 47 445           | 182,6           | 216                | 883            | 31                    |
| Coslada                    | 81 860           | 12,0            | 6 821,66           | 621            | 8                     |
| Fuenlabrada                | 194 669          | 39,1            | 5096,16            | 624            | 20                    |
| Getafe                     | 183 374          | 78,74           | 2295,49            | 623            | 13                    |
| Leganés                    | 187 720          | 43,1            | 4355,45            | 665            | 11                    |
| Humanes de Madrid          | 19 404           | 20              | 943,5              | 667            | 23                    |
| Majadahonda                | 71 299           | 38,5            | 1851,92            | 743            | 18                    |
| Mejorada del Campo         | 22 763           | 17,2            | 1177,0             | 578            | 24                    |
| Móstoles                   | 206 589          | 45              | 4590,86            | 660            | 18                    |
| Paracuellos de Jarama      | 21 718           | 43,9            | 172,4              | 690            | 28                    |
| Parla                      | 125 323          | 24,43           | 3735,0             | 648,5          | 22                    |
| Pinto                      | 50 442           | 62,2            | 810,96             | 604            | 20                    |
| Pozuelo de Alarcón         | 86 172           | 43,2            | 1994,72            | 690            | 15                    |
| Rivas-Vaciamadrid          | 85 893           | 67,4            | 1274,37            | 590            | 20                    |
| Las Rozas de Madrid        | 95 550           | 58,3            | 1638,93            | 718            | 19                    |
| San Fernando de Henares    | 39 466           | 38,8            | 1017,16            | 585            | 17                    |
| San Sebastián de los Reyes | 86 707           | 58,7            | 1477,12            | 705            | 18                    |
| Torrejón de Ardoz          | 129 729          | 32,6            | 3979,41            | 585            | 20                    |
| Tres Cantos                | 46 750           | 38,0            | 1230,26            | 760            | 22                    |
| Velilla de San Antonio     | 12 334           | 14,4            | 648,1              | 553            | 32                    |
| Villanueva de la Cañada    | 18 827           | 34,9            | 403,6              | 652            | 38                    |
| Villanueva del Pardillo    | 16 730           | 26,2            | 409,2              | 652            | 26                    |
| Villaviciosa de Odón       | 27 504           | 68,1            | 366,6              | 650            | 22                    |
| Total                      | 5 666 676        | 1935,97         | 2927,04            | —              | —                     |

#### Otras clasificaciones
Adicionalmente, existen clasificaciones, llevadas a cabo con propósitos más específicos (agrícolas, turísticos...), confeccionadas por diversos organismos de la administración autonómica han definido informalmente comarcas:
- La Guía de Turismo Rural y Activo,[16] editada por la Dirección General de Turismo (Consejería de Economía e Innovación Tecnológica) define ocho comarcas, dejando fuera de tales comarcas los municipios interiores, pertenecientes al área metropolitana de Madrid o al Corredor del Henares.
- El Libro Blanco de la Política Agraria y el Desarrollo Rural,[17] editado por la Dirección General de Agricultura y Desarrollo Rural (Consejería de Economía e Innovación Tecnológica) define[18] seis comarcas agrícolas que cubren todo el territorio de la comunidad autónoma.

## La región urbana
La región urbana de Madrid es un área situada en el centro de la península ibérica, que se caracteriza por un mayor o menor grado de dependencia económica, social y cultural con Madrid. A su vez, el Gran Madrid es una conglomeración demográfica que agrupa los mayores núcleos urbanos del centro de España, en un orden superior a la región urbana.
Al igual que con el área metropolitana, no existe definición oficial, por lo que hay distintas fuentes sobre la extensión y población de la región.

### Clasificaciones

#### Proyecto AUDES
El proyecto AUDES, Áreas Metropolitanas de España, define unas regiones de interés demográfico y estadístico para Madrid, sin relaciones urbanas de carácter metropolitano entre sus municipios como pudieran ser las laborales o de interdependencia económica. Dada su extensión y baja densidad de población esta área no está en la línea con un área metropolitana en sentido estricto, sino más bien con una agrupación demográfica de otro orden.
Dados los procesos de definición de áreas metropolitanas del proyecto, se da la situación de que algunas áreas menores quedan completamente rodeadas por la de Madrid. En la conclusión del proyecto se aclara que todos estos núcleos forman el área metropolitana de la ciudad.
Por último, este núcleo central, se ve así mismo rodeado por otra serie de áreas metropolitanas de menor grado, muchas situadas en provincias limítrofes, como Azuqueca de Henares o Guadalajara, Illescas o Toledo, El Espinar o Segovia. Juntos todas estas áreas conformarían la más extensa aglomeración territorial, el Gran Madrid.
| Subárea metropolitana                                                                       | Población (hab.) | Extensión (km²) | Densidad (hab/km²) |
| ------------------------------------------------------------------------------------------- | ---------------- | --------------- | ------------------ |
| Madrid - Majadahonda                                                                        | 3 580 828        | 996,1           | 3595,0             |
| Getafe (Getafe - Leganés - Fuenlabrada - Parla - Pinto - Valdemoro - San Martín de la Vega) | 832 457          | 931,7           | 883,1              |
| Móstoles (Móstoles - Alcorcón)                                                              | 376 091          | 315,1           | 1.365,6            |
| Alcalá de Henares - Torrejón de Ardoz                                                       | 323 480          | 514,6           | 700,3              |
| Alcobendas - San Sebastián de los Reyes                                                     | 205 905          | 266,4           | 772,9              |
| Arganda del Rey - Rivas-Vaciamadrid                                                         | 115 344          | 343,6           | 335,7              |
| Colmenar Viejo - Tres Cantos                                                                | 104 650          | 419,1           | 249,7              |
| Collado Villalba                                                                            | 222 769          | 823,1           | 270,6              |
| Aranjuez                                                                                    | 43 926           | 189,13          | 232,3              |
| Guadalajara                                                                                 | 123 642          | 546,4           | 226,3              |
| Toledo                                                                                      | 107 340          | 629,1           | 170,6              |
| Segovia                                                                                     | 65 701           | 456,07          | 144,07             |
| Región urbana de Madrid                                                                     | 6 194 640        | 6430,4          | 963,34             |

#### Consorcio Regional de Transportes de Madrid

División de coronas según el Consorcio.

Al, igual que en el caso del área metropolitana, el Consorcio Regional de Transportes de Madrid establece coronas que abarcan municipios más allá de ésta. Las últimas coronas alcanzan municipios de las provincias de Toledo, Guadalajara, Ávila y Segovia, incluidas las capitales de las dos primeras.
Este núcleo urbano no puede ser clasificado como área metropolitana, puesto que además de que su densidad de población es baja, quedando dentro de la definición de región urbana, está basado en una ordenación comercial del transporte de Madrid y su entorno.
Los municipios que formarían esta región son los siguientes:

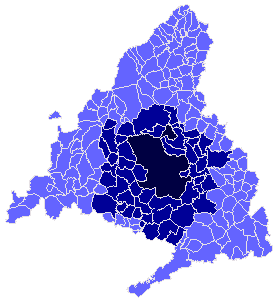
Coronas A, B y C de la clasificación del Consorcio de Transportes.

| Resumen de coronas (2023) |                  |                 |                    |
| Corona                    | Población (hab.) | Extensión (km²) | Densidad (hab/km²) |
| Corona A                  | 3.340.176        | 605,8           | 5402,85            |
| Corona B                  | 2.947.123        | 2134,00         | 1237,37            |
| Corona C                  | 662.265          | 5755,75         | 103,90             |
| Corona E                  | 569.170          | 4443,10         | 113,10             |
| Total                     | 7.518.734        | 12 938,47       | 544,76             |

| Corona A                                     |                  |                 |                    |
| Municipio                                    | Población (hab.) | Extensión (km²) | Densidad (hab/km²) |
| Madrid                                       | 3.340.176        | 605,8           | 5402,85            |
| Corona B                                     |                  |                 |                    |
| Municipio                                    | Población (hab.) | Extensión (km²) | Densidad (hab/km²) |
| Ajalvir                                      | 4.875            | 19,65           | 198,93             |
| Alcalá de Henares                            | 198.348          | 88              | 2319,55            |
| Alcobendas                                   | 119.471          | 45,0            | 2446,22            |
| Alcorcón                                     | 172.845          | 33,7            | 4994,04            |
| Algete                                       | 20.936           | 37,71           | 543,12             |
| Arganda del Rey                              | 58.623           | 79,71           | 666,60             |
| Boadilla del Monte                           | 64.635           | 47,2            | 947,22             |
| Brunete                                      | 10.992           | 48,9            | 200,70             |
| Ciempozuelos                                 | 25.672           | 49,31           | 459,46             |
| Cobeña                                       | 7.702            | 20.88           | 295,21             |
| Collado Villalba                             | 66.260           | 26,50           | 2.380,15           |
| Colmenarejo                                  | 9.655            | 31,71           | 268,84             |
| Colmenar Viejo                               | 55.100           | 182,6           | 243,36             |
| Coslada                                      | 80.146           | 12,0            | 7601,50            |
| Daganzo de Arriba                            | 10.601           | 43,75           | 205,46             |
| Fuenlabrada                                  | 189.287          | 39,1            | 5088,82            |
| Galapagar                                    | 35.298           | 65,04           | 498,05             |
| Getafe                                       | 187.525          | 78,74           | 2147,96            |
| Hoyo de Manzanares                           | 8.971            | 45,18           | 168,22             |
| Humanes de Madrid                            | 19.834           | 19,42           | 954,74             |
| Leganés                                      | 190.974          | 43,1            | 4344,01            |
| Loeches                                      | 9.153            | 44,09           | 164,82             |
| Majadahonda                                  | 72.833           | 38,5            | 1803,61            |
| Mejorada del Campo                           | 24.133           | 17,2            | 1326,28            |
| Moraleja de Enmedio                          | 5.506            | 31,27           | 155,16             |
| Morata de Tajuña                             | 8.085            | 45,08           | 163,75             |
| Móstoles                                     | 210.592          | 45              | 4578,11            |
| Navalcarnero                                 | 31.955           | 100,25          | 230,57             |
| Paracuellos de Jarama                        | 27.034           | 43,9            | 369,45             |
| Parla                                        | 132.842          | 24,43           | 4919,44            |
| Pinto                                        | 55.178           | 62,2            | 715,82             |
| Pozuelo de Alarcón                           | 88.504           | 43,2            | 1916,76            |
| Rivas-Vaciamadrid                            | 100.053          | 67,4            | 1051,04            |
| San Agustín del Guadalix                     | 13.708           | 38,01           | 312,68             |
| Las Rozas                                    | 98.621           | 58,3            | 1510,55            |
| San Fernando de Henares                      | 38.986           | 38,8            | 1066,60            |
| San Martín de la Vega                        | 20.269           | 105,85          | 178,21             |
| San Sebastián de los Reyes                   | 92.417           | 58,7            | 1331,47            |
| Torrejón de Ardoz                            | 138.197          | 32,6            | 3633,16            |
| Torrelodones                                 | 25.093           | 22,00           | 1005,32            |
| Tres Cantos                                  | 51.354           | 38,0            | 1082,82            |
| Valdemoro                                    | 81.619           | 64,53           | 1021,57            |
| Velilla de San Antonio                       | 13.380           | 14,4            | 810,28             |
| Villanueva de la Cañada                      | 23.475           | 34,9            | 494,87             |
| Villanueva del Pardillo                      | 17.672           | 26,2            | 595,76             |
| Villaviciosa de Odón                         | 28.714           | 68,1            | 392,44             |
| Total                                        | 2.947.123        | 2134,00         | 1237,37            |
| Corona C                                     |                  |                 |                    |
| Municipio                                    | Población (hab.) | Extensión (km²) | Densidad (hab/km²) |
| La Acebeda                                   | 67               | 21,92           | 2,69               |
| Alameda del Valle                            | 275              | 25,04           | 9,54               |
| El Álamo                                     | 10.298           | 22,21           | 363,76             |
| Aldea del Fresno                             | 3.408            | 51,90           | 47,84              |
| Alpedrete                                    | 15.452           | 12,57           | 1.047,16           |
| Ambite                                       | 690              | 25,91           | 21,46              |
| Anchuelo                                     | 1.379            | 21,41           | 50,58              |
| Aranjuez                                     | 60.998           | 189,13          | 291,09             |
| Arroyomolinos                                | 36.102           | 20,66           | 1.409,87           |
| El Atazar                                    | 104              | 29,50           | 3,46               |
| Batres                                       | 1.881            | 21,64           | 68,76              |
| Becerril de la Sierra                        | 6.267            | 29,66           | 173,94             |
| Belmonte de Tajo                             | 1.842            | 23,84           | 62,42              |
| Buitrago del Lozoya                          | 1.954            | 26,46           | 78,16              |
| Bustarviejo                                  | 2.752            | 57,15           | 37,18              |
| Cabanillas de la Sierra                      | 937              | 14,13           | 52,58              |
| La Cabrera                                   | 2.898            | 22,26           | 111,86             |
| Cadalso de los Vidrios                       | 3.218            | 47,71           | 61,71              |
| Camarma de Esteruelas                        | 7.782            | 35,42           | 186,62             |
| Campo Real                                   | 6.711            | 61,64           | 85,63              |
| Canencia                                     | 464              | 52,66           | 9,57               |
| Carabaña                                     | 2.286            | 47,48           | 41,93              |
| Casarrubuelos                                | 4.099            | 5,25            | 600,00             |
| Cenicientos                                  | 2.088            | 67,79           | 31,01              |
| Cercedilla                                   | 7.652            | 35,83           | 197,85             |
| Cervera de Buitrago                          | 164              | 11,89           | 15,22              |
| Colmenar del Arroyo                          | 1.954            | 50,53           | 28,62              |
| Colmenar de Oreja                            | 8.750            | 126,65          | 66,30              |
| Collado Mediano                              | 7.463            | 22,39           | 291,51             |
| Corpa                                        | 796              | 25,92           | 22,88              |
| Cubas de la Sagra                            | 6.807            | 12,92           | 367,11             |
| Chapinería                                   | 2.598            | 25,24           | 84.55              |
| Chinchón                                     | 5.670            | 115,84          | 46,13              |
| El Escorial                                  | 16.978           | 68,74           | 219,78             |
| El Espinar                                   | 9.801            | 205,10          | 47,56              |
| Estremera                                    | 1.449            | 78,99           | 19,09              |
| Fresnedillas de la Oliva                     | 1.799            | 28,28           | 53,29              |
| Fresno de Torote                             | 2.508            | 31,31           | 65,89              |
| Fuente el Saz de Jarama                      | 7.260            | 33,26           | 190,02             |
| Fuentidueña de Tajo                          | 2.260            | 60,37           | 34,70              |
| Garganta de los Montes                       | 419              | 39,66           | 9,73               |
| Gargantilla del Lozoya y Pinilla de Buitrago | 388              | 23,90           | 16,44              |
| Gascones                                     | 227              | 19,66           | 8,29               |
| Griñón                                       | 10.599           | 17,50           | 545,49             |
| Guadalix de la Sierra                        | 6.813            | 60,87           | 96,55              |
| Guadarrama                                   | 17.044           | 56,97           | 266,02             |
| La Hiruela                                   | 74               | 17,48           | 3,78               |
| La Losa                                      | 538              | 28              | 119,43             |
| Horcajo de la Sierra                         | 234              | 20,55           | 8,32               |
| Horcajuelo de la Sierra                      | 108              | 24,24           | 3,92               |
| Lozoya                                       | 621              | 57,90           | 11,57              |
| Navas                                        | 1.473            | 51,39           | 21,05              |
| Madarcos                                     | 72               | 8,50            | 5,76               |
| Manzanares el Real                           | 9.396            | 127,43          | 58,46              |
| Meco                                         | 15.451           | 35,07           | 358,71             |
| Miraflores de la Sierra                      | 6.990            | 56,76           | 104,55             |
| El Molar                                     | 9.781            | 50,00           | 152,90             |
| Los Molinos                                  | 4.842            | 19,62           | 232,67             |
| Montejo de la Sierra                         | 379              | 32,18           | 11,31              |
| Moralzarzal                                  | 14.103           | 42,71           | 276,31             |
| Navacerrada                                  | 3.293            | 27,28           | 101,36             |
| Navalafuente                                 | 1.672            | 11,97           | 97,66              |
| Navalagamella                                | 3.011            | 75,84           | 31,42              |
| Navarredonda                                 | 153              | 27,63           | 5,07               |
| Navas del Rey                                | 3.244            | 51,06           | 51,10              |
| Nuevo Baztán                                 | 7.126            | 20,08           | 313,05             |
| Olmeda de las Fuentes                        | 405              | 16,73           | 18,41              |
| Ortigosa del Monte                           | 576              | 15,37           | 34,09              |
| Orusco de Tajuña                             | 1.422            | 21,40           | 55,98              |
| Otero de Herreros                            | 957              | 44              | 122,82             |
| Patones                                      | 566              | 34,49           | 14,32              |
| Pedrezuela                                   | 6.391            | 28,52           | 157,15             |
| Pelayos de la Presa                          | 2.962            | 7,55            | 336,95             |
| Perales de Tajuña                            | 3.164            | 48,88           | 59,20              |
| Pezuela de las Torres                        | 982              | 41,34           | 19,67              |
| Pinilla del Valle                            | 204              | 25,83           | 8,09               |
| Piñuécar-Gandullas                           | 178              | 18,17           | 9,69               |
| Pozuelo del Rey                              | 1.276            | 30,93           | 28,94              |
| Prádena del Rincón                           | 150              | 22,45           | 5,66               |
| Puebla de la Sierra                          | 102              | 57,65           | 1,93               |
| Puentes Viejas                               | 758              | 58,35           | 11,12              |
| Quijorna                                     | 3.856            | 25,73           | 110,77             |
| Rascafría                                    | 1.739            | 150,27          | 13,34              |
| Redueña                                      | 305              | 13,05           | 21,30              |
| Ribatejada                                   | 919              | 31,79           | 20,64              |
| Robledillo de la Jara                        | 134              | 20,49           | 4,59               |
| Robledo de Chavela                           | 4.743            | 35,68           | 108,63             |
| Robregordo                                   | 79               | 18,17           | 3,36               |
| Rozas de Puerto Real                         | 577              | 30,16           | 14,79              |
| San Lorenzo de El Escorial                   | 18.522           | 56,41           | 325,33             |
| San Martín de Valdeiglesias                  | 8.969            | 115,28          | 71,04              |
| Santa María de la Alameda                    | 1.515            | 74,30           | 15,67              |
| Santorcaz                                    | 945              | 28,14           | 29,21              |
| Los Santos de la Humosa                      | 2.783            | 34,61           | 62,55              |
| Segovia                                      | 50.926           | 163,6           | 340,75             |
| La Serna del Monte                           | 106              | 5,37            | 18,44              |
| Serranillos del Valle                        | 4.614            | 13,29           | 258,84             |
| Sevilla la Nueva                             | 9.563            | 25,10           | 341,75             |
| Somosierra                                   | 85               | 20,35           | 5,16               |
| Soto del Real                                | 9.403            | 43,10           | 195,68             |
| Talamanca de Jarama                          | 4.373            | 39,32           | 74,44              |
| Tielmes                                      | 2.732            | 26,67           | 96,78              |
| Titulcia                                     | 1.366            | 9,88            | 119,33             |
| Torrejón de la Calzada                       | 10.200           | 8,94            | 772,26             |
| Torrejón de Velasco                          | 4.742            | 51,99           | 78,69              |
| Torrelaguna                                  | 4.944            | 43,05           | 114,47             |
| Torrelodones                                 | 25.093           | 22,00           | 1.005,32           |
| Torremocha de Jarama                         | 1.144            | 18,45           | 43,09              |
| Torres de la Alameda                         | 7.712            | 43,92           | 179,78             |
| Valdaracete                                  | 643              | 64,38           | 10,66              |
| Valdeavero                                   | 1.774            | 18,96           | 69,57              |
| Valdelaguna                                  | 1.039            | 42,38           | 20,93              |
| Valdemanco                                   | 1.073            | 17,51           | 54,37              |
| Valdemaqueda                                 | 819              | 52,22           | 16,39              |
| Valdemorillo                                 | 13.638           | 93,39           | 120,03             |
| Valdeolmos-Alalpardo                         | 4.535            | 26,77           | 118,64             |
| Valdepiélagos                                | 629              | 17,36           | 28,97              |
| Valdetorres de Jarama                        | 5.001            | 33,68           | 120,01             |
| Valdilecha                                   | 3.196            | 42,19           | 67,03              |
| Valverde de Alcalá                           | 536              | 13,50           | 33,26              |
| El Vellón                                    | 2.201            | 34,31           | 49,61              |
| Venturada                                    | 2.565            | 9,82            | 177,29             |
| Villaconejos                                 | 3.492            | 33,01           | 105,48             |
| Villa del Prado                              | 7.253            | 78,43           | 82,39              |
| Villalbilla                                  | 16.800           | 34,56           | 284,11             |
| Villamanrique de Tajo                        | 805              | 29,15           | 27,27              |
| Villamanta                                   | 2.782            | 62,83           | 39,47              |
| Villamantilla                                | 1.584            | 24,02           | 39,63              |
| Villanueva de Perales                        | 1.714            | 31,12           | 45,08              |
| Villar del Olmo                              | 2.256            | 27,78           | 77,39              |
| Villarejo de Salvanés                        | 7.716            | 118,60          | 62,34              |
| Villavieja del Lozoya                        | 317              | 23,79           | 10,68              |
| Zarzalejo                                    | 1.803            | 20,63           | 73,24              |
| TOTAL                                        | 662.265          | 5241,38         | 120,62             |
| Corona E                                     |                  |                 |                    |
| Municipio                                    | Población (hab.) | Extensión (km²) | Densidad (hab/km²) |
| Almonacid de Toledo                          | 927              | 95,78           | 8,8                |
| Añover de Tajo                               | 5.236            | 39,57           | 136,26             |
| Aranzueque                                   | 383              | 21,43           | 21,37              |
| Argés                                        | 6.978            | 23,58           | 233,72             |
| Azuqueca de Henares                          | 35.352           | 19,69           | 1.713,31           |
| Bargas                                       | 11.018           | 89,60           | 104,15             |
| Borox                                        | 4.172            | 60,34           | 54,81              |
| Burguillos de Toledo                         | 3.652            | 28,63           | 92,35              |
| Cabañas de la Sagra                          | 2.112            | 16,29           | 119,64             |
| Cabañas de Yepes                             | 295              | 18,04           | 16,63              |
| Camarena                                     | 4.444            | 66,44           | 55,75              |
| Camarenilla                                  | 628              | 24,31           | 25,83              |
| Carranque                                    | 5.274            | 24,74           | 164,39             |
| Casa de Uceda                                | 100              | 21,41           | 5,46               |
| El Casar                                     | 13.345           | 51,73           | 203,81             |
| Casarrubios del Monte                        | 6.828            | 92,40           | 56,20              |
| Cedillo del Condado                          | 4.331            | 26,45           | 117,09             |
| Chozas de Canales                            | 4.719            | 32,83           | 117,51             |
| Ciruelos                                     | 663              | 22,91           | 29,64              |
| Cobeja                                       | 2.552            | 17,85           | 136,92             |
| Cobisa                                       | 4.464            | 14,51           | 272,98             |
| El Cubillo de Uceda                          | 119              | 32,20           | 5,56               |
| Dosbarrios                                   | 2.248            | 110,99          | 21,66              |
| Escalona                                     | 3.672            | 73,34           | 48,04              |
| Esquivias                                    | 5.771            | 24,83           | 216,51             |
| Fontanar                                     | 2.633            | 15,36           | 140,36             |
| Fuensalida                                   | 12.322           | 68,40           | 161,43             |
| Fuentenovilla                                | 607              | 37,33           | 16,34              |
| Gerindote                                    | 2.632            | 44,20           | 55,22              |
| Guadalajara                                  | 88.886           | 165,19          | 507,23             |
| Huerta de Valdecarábanos                     | 1.765            | 83,01           | 23,65              |
| Humanes                                      | 1.730            | 47,98           | 31,53              |
| Illescas                                     | 31.319           | 57,50           | 390,99             |
| Layos                                        | 877              | 18,51           | 28,42              |
| Lominchar                                    | 2.632            | 22,33           | 92,12              |
| Magán                                        | 4.043            | 29,05           | 102,65             |
| Maqueda                                      | 496              | 73,68           | 7,34               |
| Matarrubia                                   | 70               | 28,18           | 2,34               |
| Méntrida                                     | 6.103            | 82,80           | 57,73              |
| Mocejón                                      | 5.075            | 30,21           | 162,03             |
| Mohernando                                   | 181              | 26,46           | 7,82               |
| Mondéjar                                     | 2.858            | 48,51           | 55,41              |
| Nambroca                                     | 5.222            | 81,86           | 46,88              |
| Novés                                        | 3.412            | 41,89           | 67,01              |
| Numancia de la Sagra                         | 5.474            | 29,59           | 159,75             |
| Ocaña                                        | 14.146           | 148,06          | 68,20              |
| Olías del Rey                                | 8.698            | 39,85           | 172,32             |
| Palomeque                                    | 1.151            | 22,04           | 41,83              |
| Pantoja                                      | 3.627            | 28,11           | 120,53             |
| Paredes de Escalona                          | 126              | 24,78           | 6,38               |
| Pioz                                         | 5.263            | 19,26           | 161,11             |
| Portillo de Toledo                           | 2.308            | 19,69           | 113,97             |
| Pozo de Almoguera                            | 114              | 16,49           | 7,94               |
| Pozo de Guadalajara                          | 1.628            | 11,5            | 118,43             |
| Quismondo                                    | 1.747            | 15,34           | 109,19             |
| Recas                                        | 5.006            | 31,3            | 124,98             |
| Santa Cruz de la Zarza                       | 4.160            | 264,68          | 18,66              |
| Santa Cruz del Retamar                       | 3.895            | 129,28          | 23,19              |
| Santa Olalla                                 | 3.480            | 72,67           | 48,47              |
| Santo Domingo-Caudilla                       | 1.166            | 53,75           | 19,68              |
| Seseña                                       | 29.187           | 72,38           | 242,08             |
| Tendilla                                     | 318              | 22,8            | 18,16              |
| Toledo                                       | 85.818           | 231,57          | 356,22             |
| Torija                                       | 1.717            | 35,49           | 40,12              |
| La Torre de Esteban Hambrán                  | 1.859            | 50,76           | 35,32              |
| Torrejón del Rey                             | 6.205            | 24,96           | 202,92             |
| Torrijos                                     | 13.945           | 17,24           | 775,75             |
| Trijueque                                    | 1.569            | 35,56           | 39,93              |
| Uceda                                        | 3.152            | 47,17           | 53,40              |
| Valdenuño Fernández                          | 335              | 24,93           | 11,79              |
| Valmojado                                    | 4.688            | 26,29           | 153,14             |
| Las Ventas de Retamosa                       | 4.103            | 18,9            | 164,23             |
| Villaluenga de la Sagra                      | 4.164            | 27,03           | 146,13             |
| Villamiel de Toledo                          | 1.068            | 41,72           | 21,72              |
| Villamuelas                                  | 616              | 43,14           | 16,94              |
| Villaseca de la Sagra                        | 1.895            | 31,65           | 57,09              |
| Villasequilla                                | 2.607            | 77,15           | 34,39              |
| Villatobas                                   | 2.756            | 181,71          | 14,72              |
| Viñuelas                                     | 186              | 15,41           | 8,31               |
| El Viso de San Juan                          | 5.978            | 52,63           | 67,60              |
| Yeles                                        | 6.263            | 20,49           | 236,26             |
| Yepes                                        | 5.483            | 85,12           | 61,23              |
| Yuncler                                      | 4.866            | 17,44           | 193,58             |
| Yunclillos                                   | 823              | 30,99           | 26,23              |
| Yuncos                                       | 12.009           | 15,1            | 642,38             |
| Yunquera de Henares                          | 4.425            | 31,13           | 115,19             |
| TOTAL                                        | 569.170          | 4443,1          | 113,10             |
| TOTAL                                        |                  |                 |                    |
| TOTAL                                        | 7.518.734        | 12 938,47       | 544,76             |

## Transporte

### Metro
El metro es el fundamental medio de transporte en la ciudad de Madrid así como en algunos municipios de su área metropolitana. Tiene 317 km de vías distribuidas en 12 líneas más un ramal y 3 líneas de tranvía, denominado metro ligero, y cuenta con un total de 316 estaciones, convirtiéndolo en la segunda red de metro más extensa de Europa Occidental.

### Cercanías
El cercanías es el principal medio de transporte del área metropolitana de Madrid, la intercomunica y a su vez la relaciona con otros municipios fuera de esta como Aranjuez y Cercedilla, así como a Guadalajara, Segovia, Ávila y otras ciudades de provincias limítrofes. Cuenta con 339,1 km, 95 estaciones (2004) y 9 líneas, una de ellas doble y otra triple (línea principal y dos ramales). Todas las líneas tienen correspondencia en la estación de Atocha excepto la C-9, que conecta con el resto de la red en Cercedilla.

### Trenes de largo recorrido y de alta velocidad (AVE)
Desde Madrid salen trenes hacia casi todas las capitales españolas, principalmente de las estaciones de Atocha y Chamartín. Existen cuatro corredores de tren de Alta Velocidad Española  AVE partiendo desde Madrid:
Corredor sur
- Madrid-Atocha - Ciudad Real - Puertollano - Córdoba - Sevilla / Puente Genil - Antequera - Málaga
- Madrid-Atocha - Toledo

Corredor noreste
- Madrid-Atocha - Guadalajara - Calatayud - Zaragoza - Huesca / Lérida - Tarragona - Barcelona

Corredor norte
- Madrid-Chamartín - Segovia - Medina del Campo-Zamora-Orense-Santiago de Compostela-La Coruña/Pontevedra-Vigo
- Madrid-Chamartín - Segovia - Valladolid - Palencia - León - Pola de Lena -  Oviedo

Corredor este
- Madrid-Atocha - Cuenca - Requena - Valencia / Albacete - Villena - Alicante / Elche - Orihuela  - Murcia

### Autobús
Muchos habitantes del área metropolitana utilizan autobuses interurbanos para llegar a la capital y luego utilizar el metro u otros medios. Por ello la red de autobuses está ampliamente interconectada con los ferrocarriles.
Los principales intercambiadores son los de Avenida de América y Estación Sur (Méndez Álvaro), ya que también reciben autobuses de largo recorrido. A estos se suman otros locales como los de Moncloa, Príncipe Pío, Plaza de Castilla, Plaza Elíptica y Pavones.

### Transporte aéreo

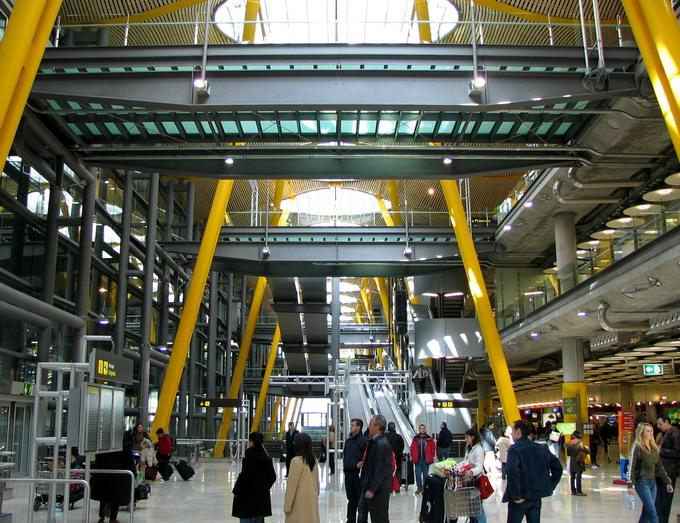
T-4 del aeropuerto de Barajas.

El aeropuerto de Adolfo Suárez Madrid-Barajas, está situado en el noreste de Madrid, a 12 kilómetros del centro. Inició su servicio en 1928, aunque se inauguró oficialmente en 1931 y actualmente está gestionado por Aeropuertos Españoles y Navegación Aérea AENA. Es el principal aeropuerto de España.
En 2007 el aeropuerto movió más de 52 millones de pasajeros, ocupándo el puesto número 10 a nivel mundial y cuarto europeo por número de pasajeros transportados. Es además uno de los más extensos e importantes del mundo.
El aeropuerto está comunicado con el área metropolitana a través de la línea 8 de Metro, la línea C-1 de cercanías y numerosos autobuses.
Hay varios aeródromos militares (Getafe, Cuatro Vientos y Torrejón), utilizándose los dos últimos también para vuelos privados o comerciales.

## Desarrollos urbanísticos

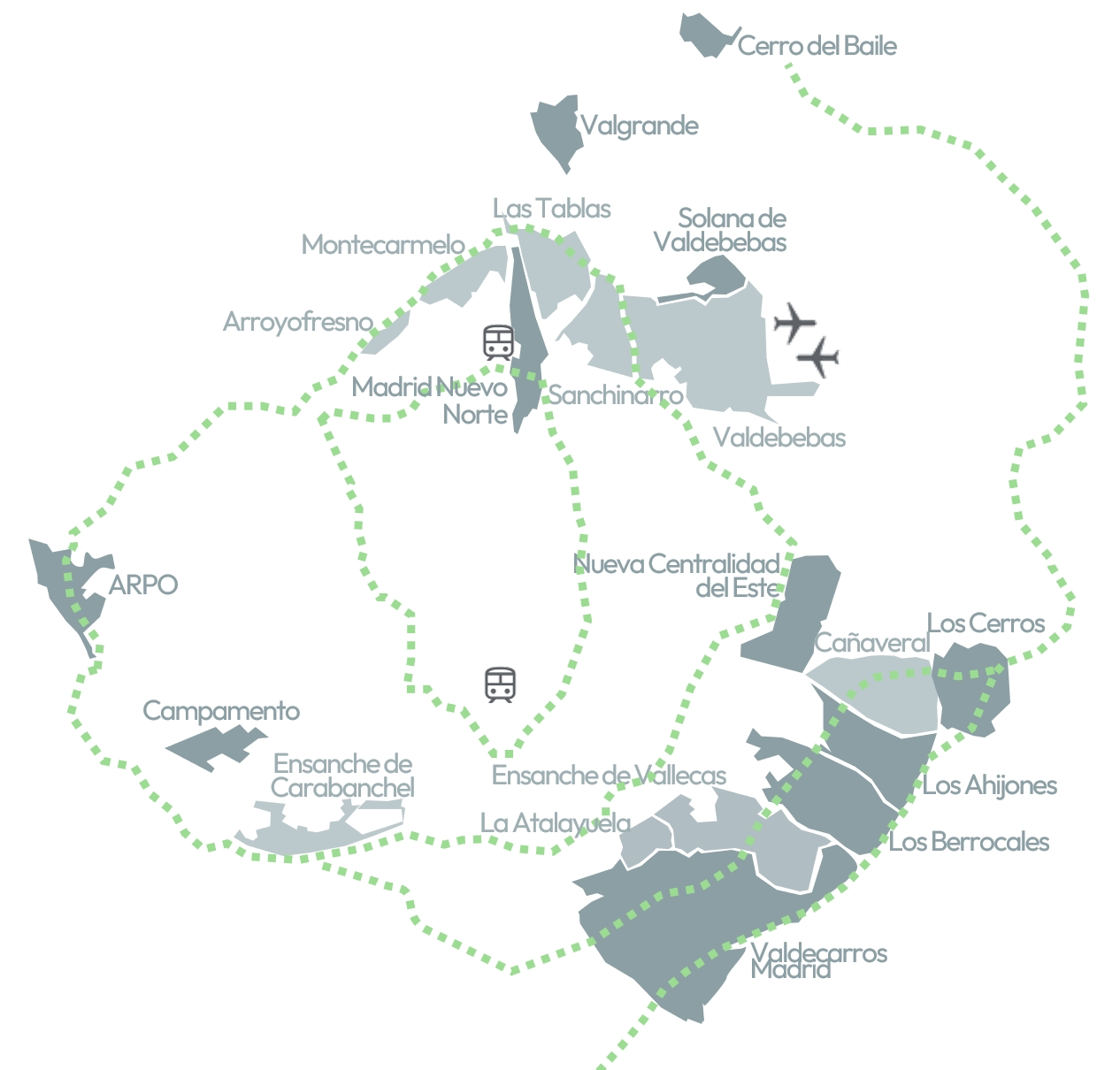
Desarrollos urbanísticos del Área Metropolitana de Madrid

| Desarrollos urbanísticos de la Corona Metropolitana de Madrid |                  |                     |                    |
| Nombre sector                                                 | Localidad        | Número de viviendas | Inversión estimada |
| Valdecarros                                                   | Madrid           | 51.656 viv.         | 7.600 M€           |
| Los Berrocales                                                | Madrid           | 22.285 viv.         | 4.400 M€           |
| Centralidad del Este                                          | Madrid           | 20.000 viv.         | 4.000 M€           |
| Los Ahijones                                                  | Madrid           | 16.520 viv.         | 3.000 M€           |
| Los Cerros                                                    | Madrid           | 14.276 viv.         | 2.800 M€           |
| Campamento                                                    | Madrid           | 10.700 viv.         | 2.000 M€           |
| Madrid Nuevo Norte                                            | Madrid           | 10.500 viv.         | 5.500 M€           |
| Valgrande                                                     | Alcobendas       | 8.600 viv.          | 2.300 M€           |
| ARPO                                                          | Pozuelo          | 5.500 viv.          | 1.280 M€           |
| Cerro del Baile                                               | San Sebastián R. | 3.600 viv.          | 900 M€             |
| Retamar de la Huerta                                          | Alcorcón         | 3.500 viv.          | 900 M€             |
| Solana de Valdebebas                                          | Madrid           | 1.393 viv.          | 790 M€             |

### Generales
- Población de España — datos y mapas. Datos de los municipios de España según el INE para 2005.
- Proyecto Áreas urbanas de España 2005 – AUDES5:
  - Datos de elaboración.
  - Resultados del proyecto.
- Sistema de información del Consorcio de Transportes de Madrid.
- Capel, Horacio. «La definición de lo urbano», en Estudios Geográficos, nos 138–139, febrero–mayo de 1975, pp. 265–301.